# Peter Winai
Peter Herman Georg Winai, född 22 juli 1946 i Lund, är en svensk organisationsforskare och författare. Han har varit verksam inom en rad olika sektorer – ofta i internationella och konfliktpräglade sammanhang – bland annat inom Förenta Nationernas utvecklingsprogram (UNDP). I dag arbetar han som rådgivare åt flera ideella organisationer och företag med globalt fokus.
Winai disputerade i företagsekonomi vid Stockholms universitet 1989 och utnämndes till docent år 2001. Under sin karriär har han bidragit till utvecklingen av nya styrformer såsom målsamverkan och visionsstyrning i samarbete med bland annat Regeringskansliet, Statskontoret, Sida och flera myndigheter och organisationer. Hans doktorsavhandling behandlade så kallade gränsorganisationer, som verkar i skärningspunkten mellan samhällsuppdrag och marknadslogik. Han är även upphovsman till Oktagonen – en modell och ett verktyg för att analysera centrala organisatoriska egenskaper. Som utredare låg han bakom utformningen av Folke Bernadotteakademin och var en av de idédrivande krafterna bakom den svenska Nollvisionen för trafiksäkerhet.
År 2013 debuterade Winai som författare med den politiska spänningsromanen Ingreppet , där en mäktig vapenindustri med psykologisk krigföring och manipulation tvingar fram vapenbeställningar. Därefter publicerade han Levande döda, en roman som tematiserar den illegala handeln med mänskliga organ och samtidigt fungerar som en metafor för klyftan mellan den fattiga och den rika världen.
Romanen På flykt till kärleken skildrar en kärlekshistoria under andra världskriget och människors kamp för att skapa sig ett nytt liv i Sverige. I den senaste boken, Volontärspelet, framträder språkets makt och ordets roll som vapen.

## Referenslista
1. ↑  https://www.ratsit.se/19460722-Peter_Herman_Georg_Winai_Saltsjobaden/Uap5rG0oP72VzwWz9jxrj0tigm42ghjyImhAtiCwHqo
2. 1 2 3  ”Om Peter Winai – Winai development”. windevelop.se. https://windevelop.se/om-peter-winai/. Läst 11 juni 2025.
3. ↑  Winai, Peter (1999). Organisationsvärdering och organisationsutveckling : några utgångspunkter för enskilda organisationer. ISBN 978-91-586-6085-4. https://libris.kb.se/bib/12455513. Läst 11 juni 2025
4. ↑  Winai, Peter (1989). Gränsorganisationer: egenskaper, problem och utvecklingsmöjligheter hos organisationer i gränslandet mellan privat och offentlig sektor = [Interface organizations: [properties, problems and opportunities of organizations in the interface between private and public sector]]. Akademitr. ISBN 978-91-7146-727-0. https://libris.kb.se/bib/7608757. Läst 11 juni 2025
5. ↑  ”Associations oF International NGOS NEPAL::AIN”. www.ain.org.np. https://www.ain.org.np/. Läst 11 juni 2025.
6. ↑  Winai, Peter (2013). Ingreppet : en politisk spänningsroman. ISBN 978-91-981026-0-4. https://libris.kb.se/bib/13983227. Läst 11 juni 2025
7. ↑  Winai, Peter (2013). Levande döda : en politisk spänningsroman. ISBN 978-91-981026-1-1. https://libris.kb.se/bib/14804979. Läst 11 juni 2025